# ۶۷۲ (خورشیدی)
۶۷۲ ششصد و هفتاد و دومین سال هجری خورشیدی است.